# Oldemarkt

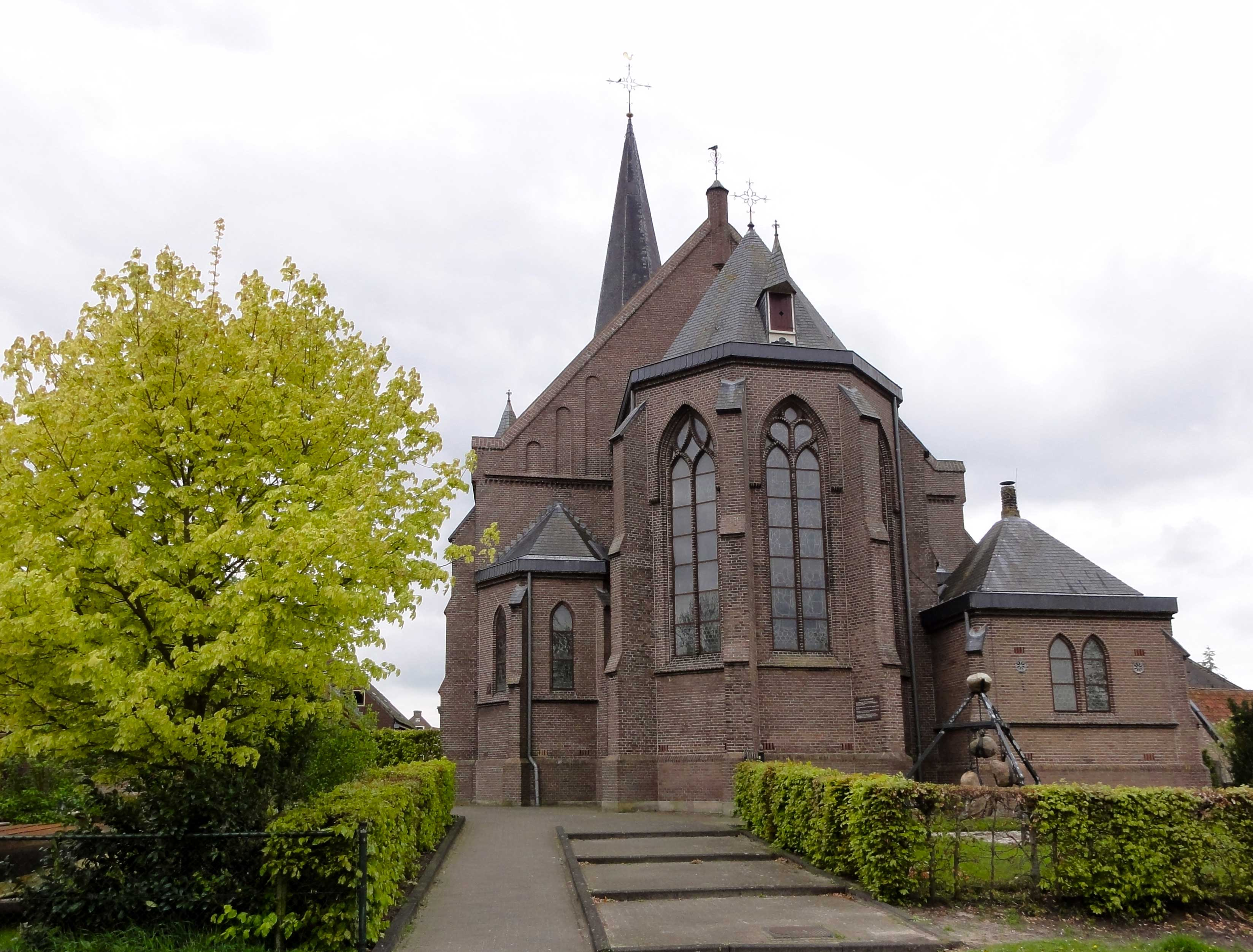
Oldemarkt: la Willibrorduskerk

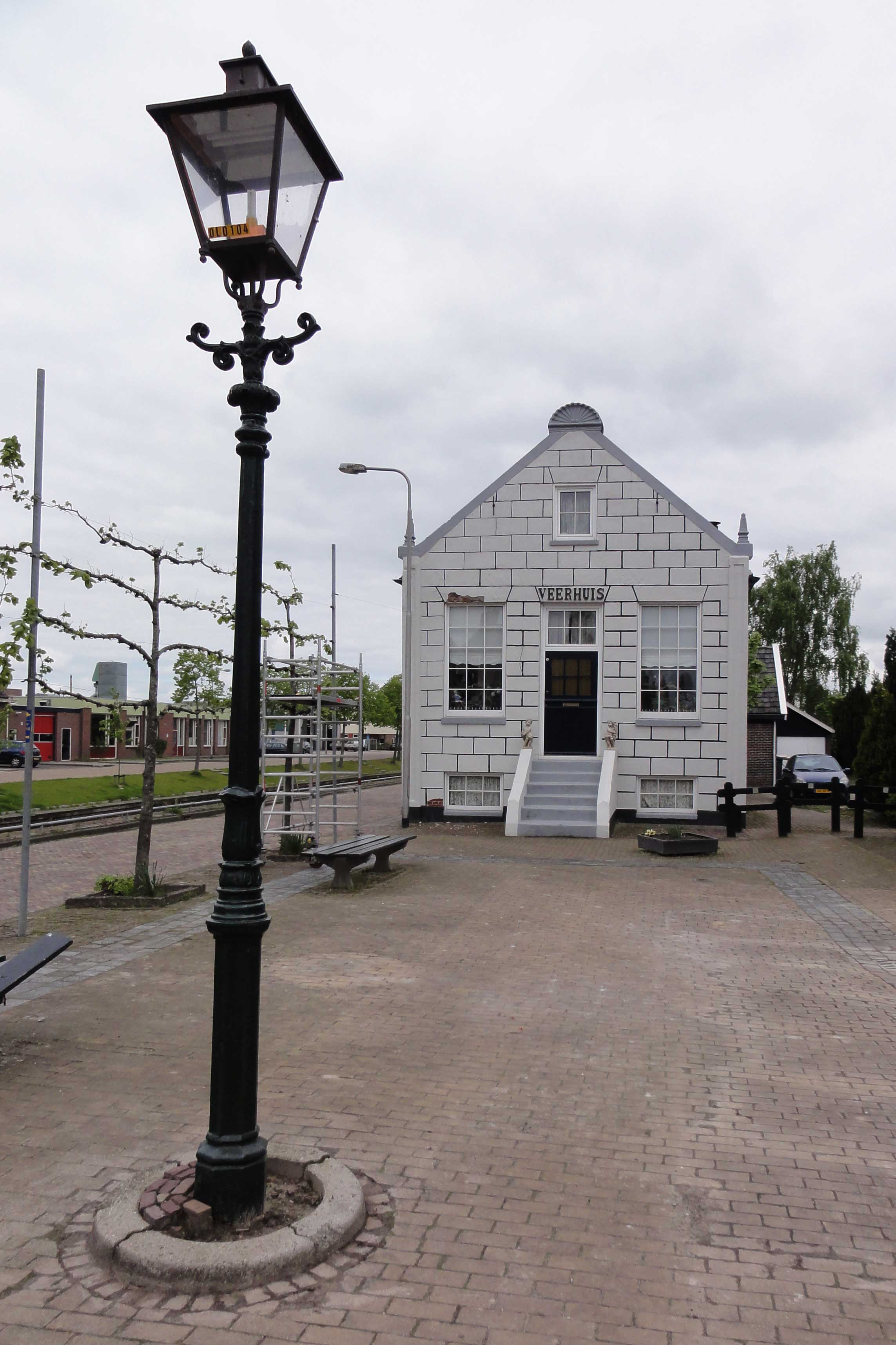
Oldemarkt: la Veerhuis

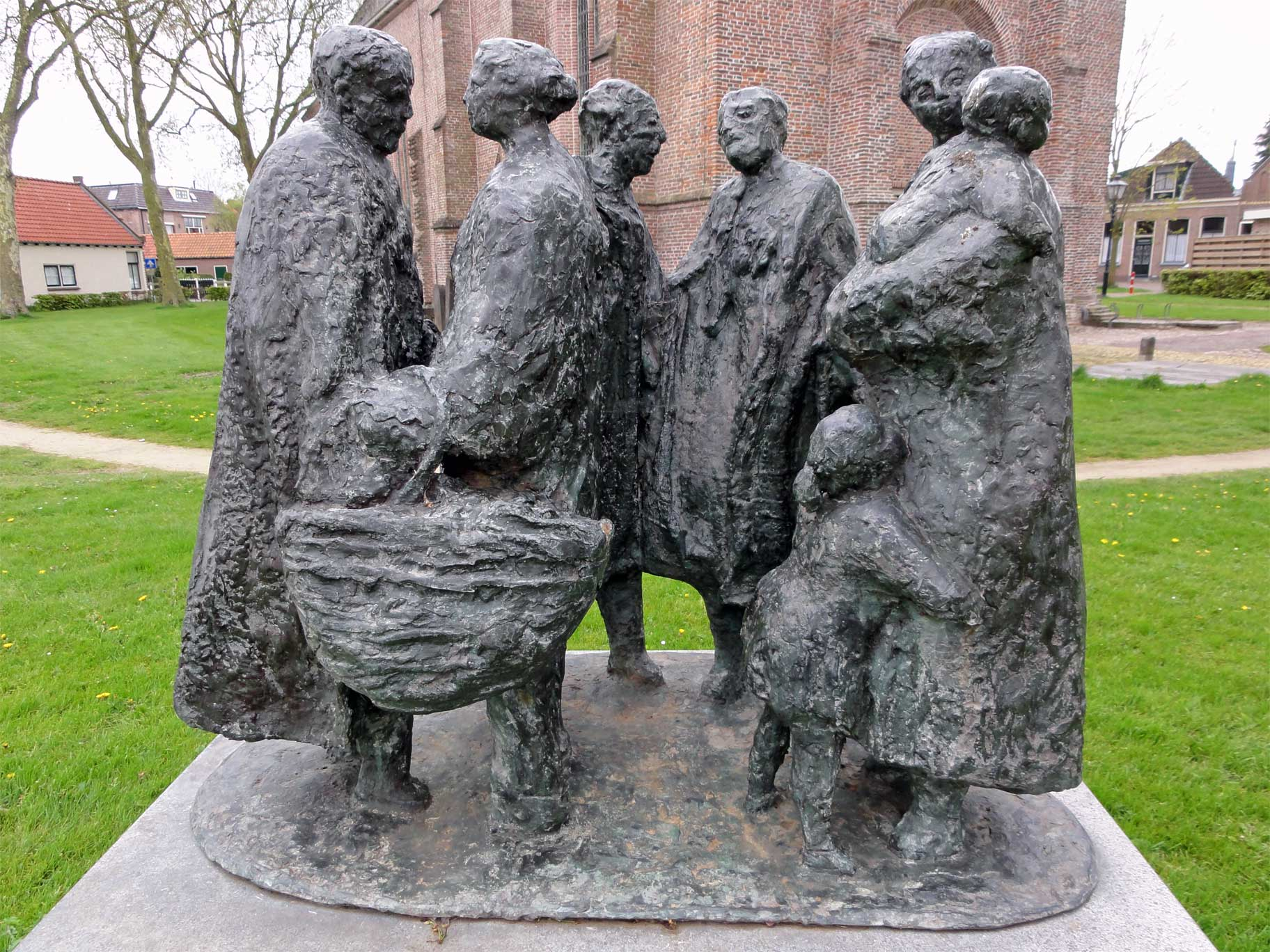
Oldemarkt: la scultura "De botterkopers" ("Gli acquirenti del burro") di Carla Wiersma-van den Brandt sulla Marktplein

Oldemarkt è un villaggio (dorp) di circa 2 500 abitanti del nord-est dei Paesi Bassi, facente parte della provincia dell'Overijssel e situato nella regione di Kop van Overijssel. Dal punto di vista amministrativo, si tratta di un ex-comune, dal 1973 accorpato alla  municipalità di IJsselham (di cui era il capoluogo), comune inglobato nel 2001 nella nuova municipalità di Steenwijkerland.

## Geografia fisica
Oldemarkt si trova nell'estremità settentrionale della provincia dell'Overijssel, nei pressi del confine con la provincia della Frisia, a nord del parco nazionale di Weerrieben-Rieben e tra le località Giethoorn e Wolvega (rispettivamente a nord della prima e a sud della seconda).
Il villaggio occupa un'area di 9,88 km², di cui 0,26 km² sono costituiti da acqua.

## Storia

### Dalle origini ai giorni nostri
Il villaggio venne menzionato per la prima volta nel 1438, anno in cui il vescovo di Utrecht concesse lo svolgimento in loco di un mercato settimanale e di altri due mercati nel corso dell'anno. Dieci anni dopo, gli abitanti del posto chiesero al vescovo Rudolph van Diepholt l'autorizzazione per realizzare una cappella in loco (v. anche "Chiesa di San Nicola").
Nel 1811, Oldemarkt divenne un comune indipendente.
La località si sviluppò, grazie alla sua posizione, come crocevia per i commerci. A dimostrazione di ciò, vi è un dato del 1840, quando al mercato vennero messi in vendita 1.200 maiali e 200.000 libbre di burro.

### Simboli
Nello stemma di Oldemarkt è raffigurata una mano sinistra dorata.

## Monumenti e luoghi d'interesse
Oldemarkt conta 4 edifici classificati come rijksmonument e 22 edifici classificati come gemeentelijk monument.

### Architetture religiose

#### Chiesa di San Nicola
Sulla Marktplein si trova la chiesa di San Nicola (Nicolaaskerk), eretta come cappella nel 1448 e  ampliata nel 1850.

### Chiesa di San Villibrordo
Lungo la Hoofdstraat si trova invece la chiesa di San Villibrordo (Willibrorduskerk), una chiesa di rito romano cattolico, realizzata nel 1883 su progetto dell'architetto Alfred Tepe.

### Architetture civili

#### Veerhuis
Lungo la via 't Butent, si trova poi la Veerhuis, un edificio costruito nel 1821 su iniziativa del mercante e futuro sindaco della città Klaas Koning e ampliato nel 1859.

## Società

### Evoluzione demografica
Al censimento del 2022, Oldemarkt contava una popolazione pari a 2 585 unità.
La popolazione al di sotto dei 16 anni era pari a 365 unità, mentre la popolazione dai 65 anni in su era pari a 635 unità.
La località conobbe un progressivo incremento demografico tra il 2016 e il 2019, quando passò da 2 509  a 2 590 abitanti.